# Пейнтер, Уильям (изобретатель)
Уильям Пейнтер (англ. William Painter; 20 ноября 1838 — 15 июля 1906) — американский инженер-механик и изобретатель; наиболее известен как изобретатель бутылочной кронен-пробки и открывалки для неё.

## Биография
Родился 20 ноября 1838 года в Триадельфии, на то время городке-фабрике в округе Монтгомери, штат Мэриленд, в семье доктора Эдварда Пейнтера и его жены — Луизы Гилпин Пейнтер. С 1861 года Уильям Пейнтер был женат на Гарриет Дикон Пейнтер.
В 1865 году он переехал в город Балтимор, штат Мэриленд, чтобы начать карьеру в качестве мастера в механическом цехе завода Murrill & Keizer. Здесь он разработал универсальное горлышко стеклянных бутылок, а также крышки для их закупорки. В 1892 году Уильям Пейнтер основал собственную компанию Crown Cork & Seal Company для производства крышек, которые широко стали использоваться для герметизации стеклянных бутылок с напитками.
Будучи изобретателем, Пейнтер запатентовал 85 изобретений, в том числе машину для закупоривания бутылок, открывалку для бутылок, машину для складывания бумаги, машину для обнаружения фальшивых денег, а также безопасное катапультируемое кресло для пассажирских поездов. В 2006 году он был включен в Национальный зал славы изобретателей (NIHF).
Умер 15 июля 1906 года в Балтиморе и был похоронен на кладбище Druid Ridge Cemetery города Пайксвилл (рядом с Балтимором).